# 古天明平蜘蛛
古天明平蜘蛛（こてんみょうひらぐも），日本知名古茶器之一。因为外形像是蛰伏的蜘蛛，得名平蜘蛛。

## 历史
1577年织田信忠率军包围信贵山城（信貴山城之戰），要求松永久秀交出珍藏的古天明平蜘蛛釜便饶他一命，曾经几度摇摆于织田阵营和反信长联合军阵营的松永久秀拒绝交出此茶器。
10月10日，信贵山城中传出火药爆炸声音，传闻其将平蜘蛛釜灌满火药点燃自杀，从此松永的平蜘蛛釜消失。

### 存在說
直至2018年，靜岡縣濱松市西區舘山寺町的濱名湖舘山寺美術博物館收藏名為「平蜘蛛釜」的茶器，傳說是從信貴山城城跡發掘，據說這曾經是織田信長的愛物。
與松永久秀親交的柳生氏的著作《玉榮拾遺》記載，隨著久秀自爆的平蜘蛛是贗品，真貨早已送給柳生松吟庵。